# Urs Jenal

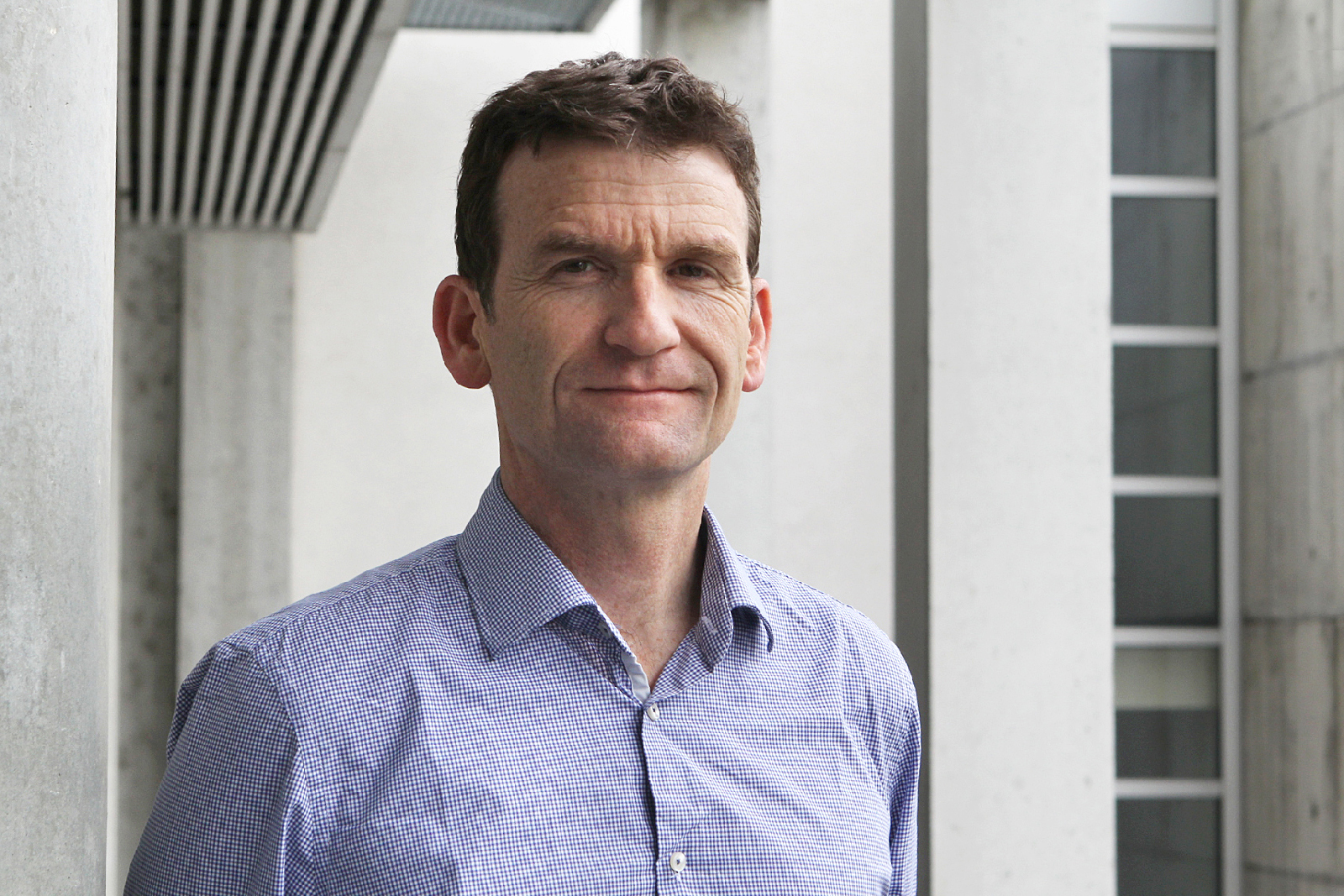
Urs Jenal, 2015

Urs Jenal (* 31. Dezember 1961 in Alvaneu) ist Schweizer Mikrobiologe und forscht am Biozentrum der Universität Basel.

## Leben
Urs Jenal studierte Experimentelle Biologie an der ETH Zürich und promovierte dort im Jahr 1991. Anschliessend absolvierte er Postdoktorate an der ETH Zürich und der Stanford University. Seit 1996 forscht und lehrt Jenal am Biozentrum der Universität Basel zunächst als Assistenzprofessor und seit 2002 als Professor für molekulare Mikrobiologie.

## Wirken
Urs Jenal erforscht die molekularen Grundlagen der Signalübertragung bei Bakterien und wie diese das Wachstum und das Verhalten von Bakterien steuert. Internationale Beachtung fand Jenal durch die Entdeckung eines neuartigen Netzwerks der Signalübertragung, welches auf einem zyklischen di-Nukleotid (c-di-GMP) beruht und welches die Virulenz und Oberflächenbesiedelung bei bakterieller Infektionen reguliert. Am Modellbakterium Caulobacter crescentus entdeckte er, dass dieser Botenstoff den Übergang von frei beweglichen Bakterien zur sesshaften Biofilm-bildenden Form steuert und diesen Prozess mit dem Vermehrungszyklus der Zellen koordiniert. Neuere Arbeiten untersuchen die Bedeutung von Signalübertragung und von metabolischen Prozessen bei chronischen Infektionen durch den Human-pathogenen Keim Pseudomonas aeruginosa.

## Auszeichnungen
- 2014: gewähltes Mitglied der European Academy of Microbiology (EAM)[9]
- 2013: ERC Advanced Investigator Award[10]
- 2012: gewähltes Mitglied der European Molecular Biology Organization (EMBO)[11]
- 2011: gewähltes Mitglied der American Academy of Microbiology (AAM)[12]

## Publikationsliste
Vollständige Publikationsliste
- mit S. Steiner, C. Lori und A. Boehm: Allosteric activation of exopolysaccharide synthesis through cyclic di-GMP-stimulated protein-protein interaction. In: EMBO J. 32(3),2013, S. 354–368. PMID 23202856
- mit J. G. Malone, T. Jaeger, P. Manfredi, A. Dötsch, A. Blanka, R. Bos, G. R. Cornelis und S. Häussler: The YfiBNR signal transduction mechanism reveals novel targets for the evolution of persistent Pseudomonas aeruginosa in cystic fibrosis airways. In: PLoS Pathogens. 8(6), 2012, S. e1002760. PMID 22719254
- mit S. Abel, P. Chien, P. Wassmann, T. Schirmer, V. Kaever, M. T. Laub und T. A. Baker: Regulatory cohesion of cell cycle and cell differentiation through interlinked phosphorylation and second messenger networks. In: Mol Cell. 43, 2011, S. 550–560. (IF: 14.447)
- mit J. G. Malone, T. Jaeger, C. Spangler, D. Ritz, A. Spang, C. Arrieumerlou, V. Kaever und R. Landmann: YfiBNR Mediates Cyclic di-GMP Dependent Small Colony Variant Formation and Persistence in Pseudomonas aeruginosa. In: PLoS Pathogens. 6(3), 2010, S. e1000804.
- mit A. Boehm, M. Kaiser, H. Li, C. Spangler, C. A. Kasper, M. Ackermann, V. Kaever, V. Sourjik und V. Roth: Second messenger mediated adjustment of bacterial swimming velocity. In: Cell. 141, 2010, S. 107.
- mit A. Duerig, S. Abel, M. Folcher, M. Nicollier, T. Schwede, N. Amiot und B. Giese: Second messenger-mediated spatiotemporal control of protein degradation regulates bacterial cell cycle progression. In: Genes and Development. 23(1), 2009, S. 93.
- mit T. Schirmer: Structural and mechanistic determinants of c-di-GMP signalling. In: Nature Rev Microbiol. 7, 2009, S. 724–735. PMID 19756011
- mit A. Boehm, S. Steiner, F. Zaehringer, A. Casanova, F. Hamburger, D. Ritz, W. Keck, M. Ackermann und T. Schirmer: Second messenger signaling governs Escherichia coli biofilm induction upon ribosomal stress. In: Mol Microbiol. 72(6), 2009, S. 1500–1516. PMID 19460094
- mit R. Paul, T. Jaeger, S. Abel, I. Wiederkehr, M. Folcher, E. G. Biondi und M. T. Laub: Allosteric regulation of histidine kinases by their cognate response regulator determines cell fate. In: Cell. 133(3), 2008, S. 452.
- mit M. Christen, B. Christen, M. G. Allan, M. Folcher, P. Jeno und S. Grzesiek: DgrA is a member of a new family of cyclic diguanosine monophosphate receptors and controls flagellar motor function in Caulobacter crescentus. In: Proc Natl Acad Sci U S A. 104, 2007, S. 4112.
- mit B. Christen, M. Christen, R. Paul, F. Schmid, M. Folcher, P. Jenoe und M. Meuwly: Allosteric control of cyclic di-GMP signaling. In: Journal Biological Chemistry. 281, 2006, S. 32015.
- mit J. Malone: Mechanisms of cyclic-di-GMP signaling in bacteria. In: Annual Review of Genetics. 40, 2006, S. 385.
- mit M. Christen, B. Christen, M. Folcher und A. Schauerte: Identification and characterization of a cyclic di-GMP-specific phosphodiesterase and its allosteric control by GTP. In: Journal Biological Chemistry. 280, 2005, S. 30829.
- mit R. Paul, S. Weiser, N. C. Amiot, C. Chan, T. Schirmer und B. Giese: Cell cycle-dependent dynamic localization of a bacterial response regulator with a novel di-guanylate cyclase output domain. In: Genes and Development. 18(6), 2004, S. 715.
- mit M. Ackermann und S. C. Stearns: Senescence in a bacterium with asymmetric division. In: Science. 300(5627), 2003, S. 1920.[14]